# Kirche zu Nordwohlde

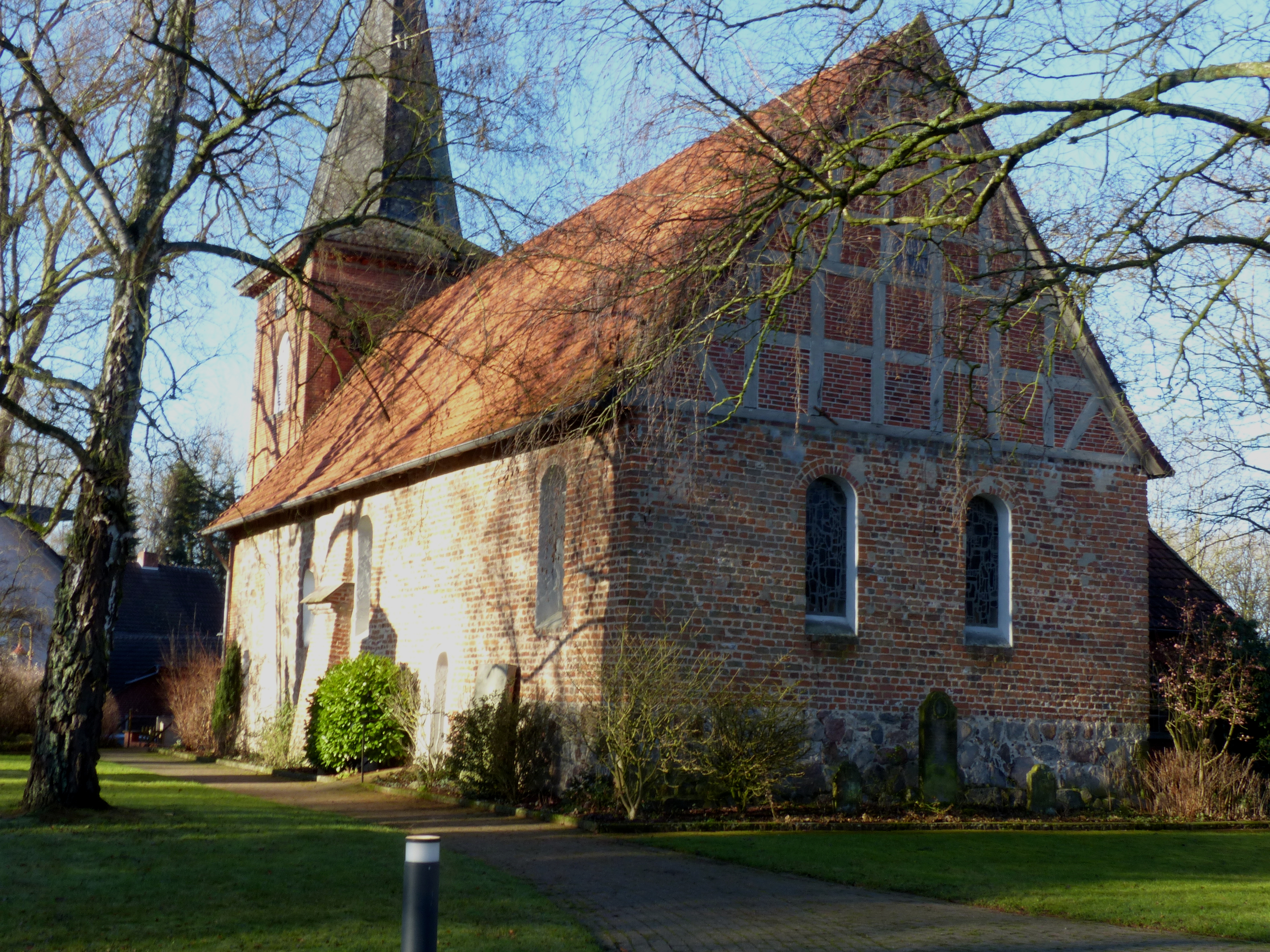
Feldsteinschiff und neuer Turm

Die Kirche zu Nordwohlde ist eine evangelisch-lutherische Kirche im Stadtteil Nordwohlde der niedersächsischen Stadt Bassum im Landkreis Diepholz.
Das Gebäude ist ein Baudenkmal in Bassum.

## Beschreibung

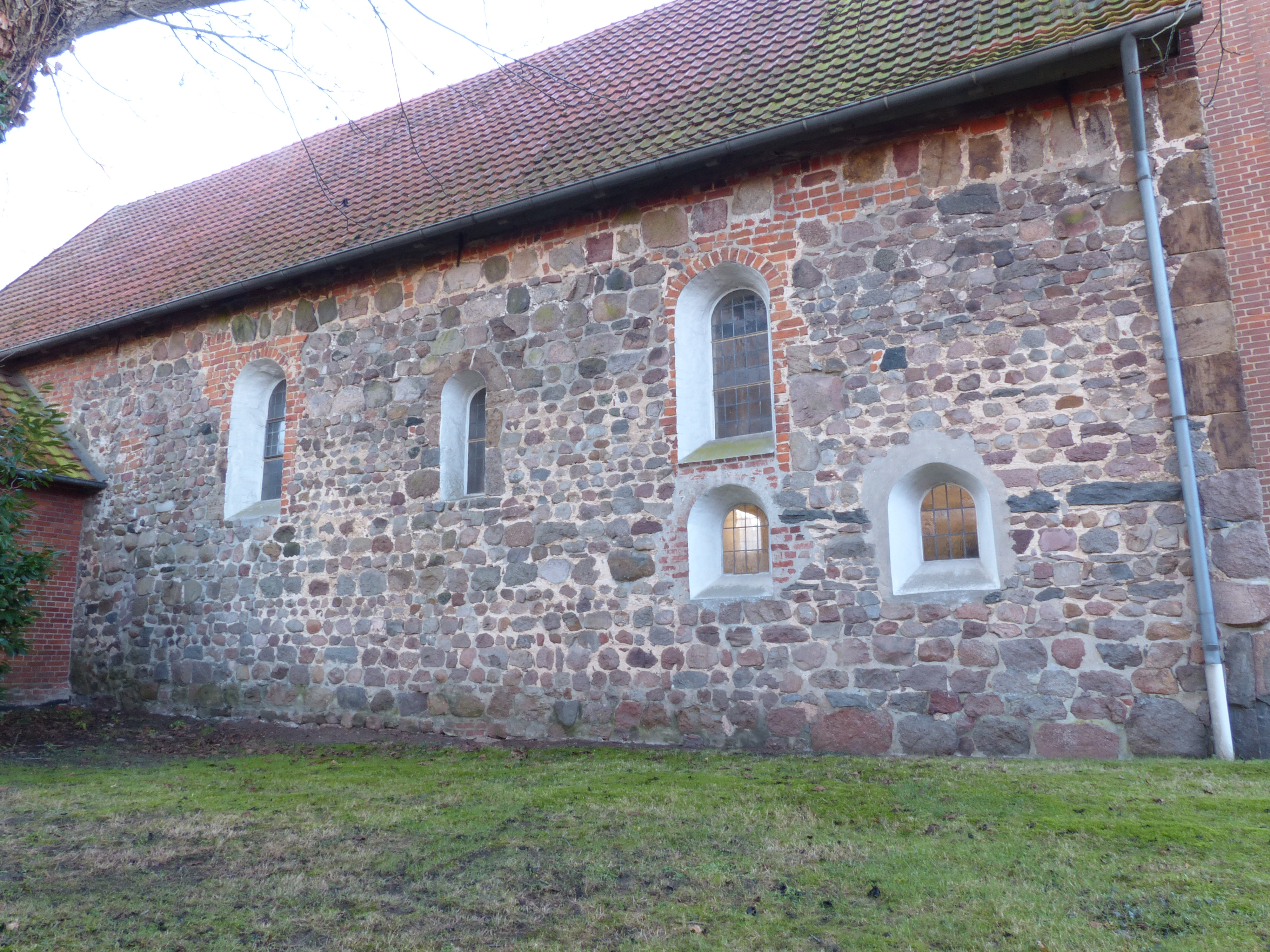
Nordseite

Bei der romanischen Saalkirche mit vorgestelltem Westturm stammen die aus Feldsteinen bestehenden Westteile der Kirche aus dem frühen 13. Jahrhundert. 1325 wird sie als Kirche des Hl. Dionysius erstmals urkundlich erwähnt.  Der aus Backsteinen bestehende Ostteil mit hohen Rundbogenfenstern wird auf das Ende des 13. Jahrhunderts datiert. In der Zeit oder etwas später wurden mehrere Fenster des Feldsteinschiffs mit Backstein vergrößert, das westliche der Nordseite mit angedeutetem Spitzbogen. Der 25 Meter hohe Turm ersetzt seit 1852 einen vorigen Turm. Am ehemaligen Südportal erkennt man Wetzrillen, deren Funktion und Bedeutung hier und andernorts immer noch nicht abschließend geklärt sind.

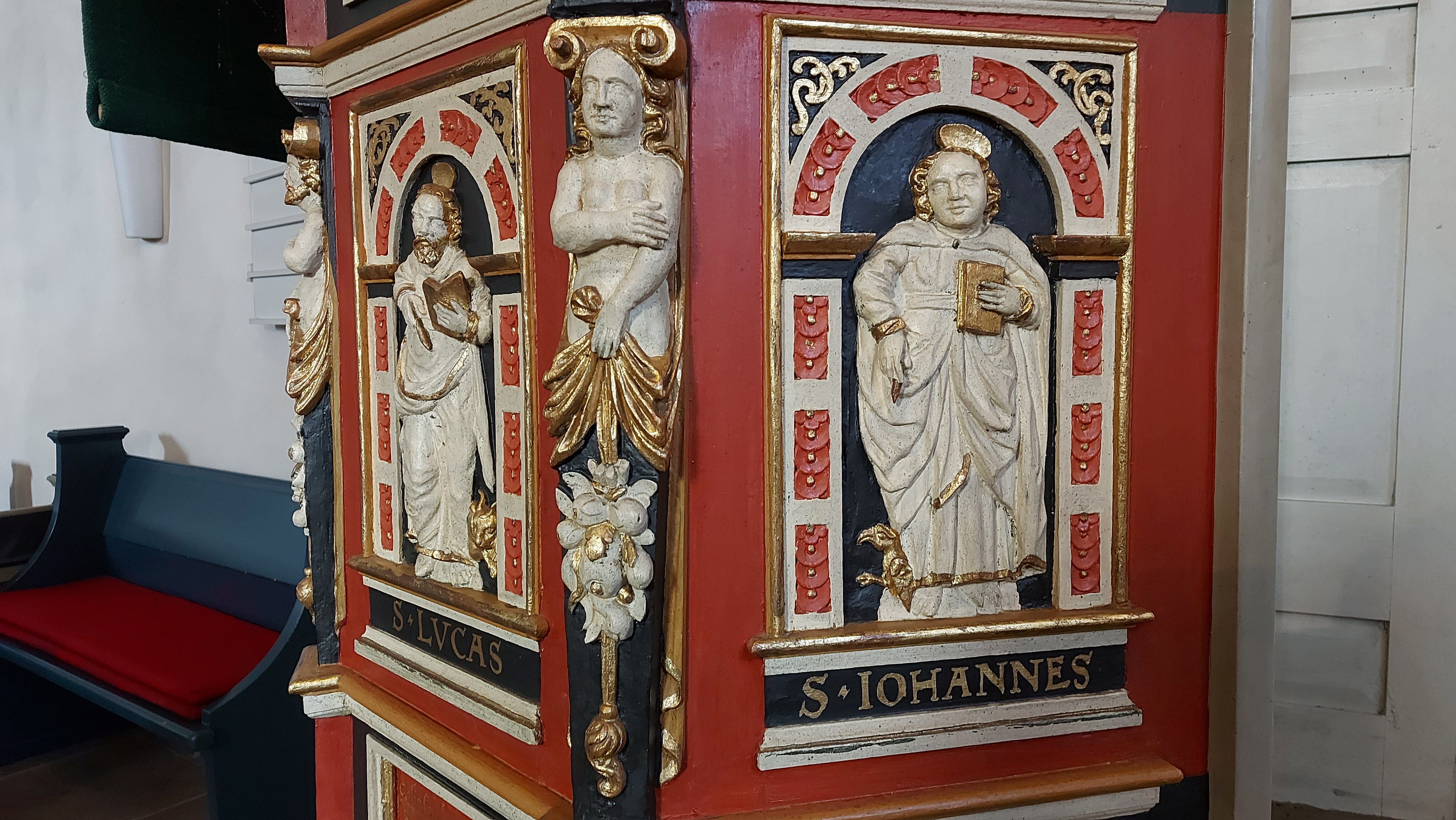
Zwei Evangelisten vom Kanzelkorb

## Ausstattung
Der Kanzelkorb, der mit Reliefs der vier Evangelistenreliefs verziert ist, stammt aus dem Jahr 1664.
In die ornamentreiche Barockrahmung der ehemaligen Altarwand aus dem 17. Jahrhundert wurden 1982 zwei neue Gemälde des Kirchenmalers Oetken eingesetzt, 2014 aber an die Chorsüdwand versetzt.
Die Orgel wurde 1964 angekauft und hat ein Manual.
1982 wurde auch die farbige, in Betonstreben gefasste Verglasung von Heinz Lilienthal in die vier Chorfenster eingesetzt.
2014 wurde die seit 2000 von Karin Rosenbaum geschaffene skulpturale Ausstattung der Kirche durch den Auferstandenen an der Altarwand ergänzt.

## Glocken
Im Turm hängt ein zweistimmiges Geläut. 1825 wurde eine Glocke umgegossen, welche 1917 im Ersten Weltkrieg angegeben werden musste. Als Ersatz gab man 1925 eine neue Glocke in Auftrag, aber auch sie musste im Zweiten Weltkrieg abgegeben werden. 1959 ließ man die heutige, große Glocke gießen. Die kleine Glocke überlebte beide Kriege. Sie ist eine gotische Glocke in gefälliger Form und mit einem erstaunlich klar strukturierten Teiltonaufbau.
| Glocke           | 1       | 2             |
| ---------------- | ------- | ------------- |
| Durchmesser (mm) | 980     | 880           |
| Gewicht (kg)     | 567     | ca. 360       |
| Gießer           | Rincker | unbezeichnet  |
| Gussjahr         | 1959    | 2. H. 14. Jh. |
| Ton              | gis'-8  | h'-5          |